# Consiglio giudiziario
Il consiglio giudiziario è un organo collegiale dello stato nell'ordinamento giuridico italiano, istituito presso ciascuna corte d'appello. La sua disciplina è contenuta nel decreto legislativo 27 gennaio 2006, n. 25, come modificato dalla legge 111/2007.

## Descrizione
L'organo è costituito da componenti di diritto e membri eletti, oltre che membri eventuali presenti solo al ricorrere di determinate circostanze.
Sono membri di diritto il presidente della corte d'appello, che lo presiede, ed il procuratore generale della Repubblica presso la corte d'appello.
Sono membri eletti dai magistrati del medesimo distretto, e restano in carica per due anni, 5 magistrati togati che ne sono componenti effettivi e 3 magistrati togati che fungono da componenti supplenti.
Il Consiglio può comprendere:
- avvocati appartenenti ai Consigli forensi del medesimo distretto, quando all'ordine del giorno vi siano questioni inerenti ai magistrati onorari[2], anche sotto il profilo disciplinare;
- un rappresentante dei giudici di pace, da questi eletto, quando all'ordine del giorno vi siano questioni inerenti ad un magistrato onorario di quella categoria.

## Funzioni
Il Consiglio Giudiziario decide, in autonomia rispetto al Consiglio Superiore della Magistratura, in materia di formazione delle tabelle, assegnazioni e promozioni riguardanti i magistrati togati del distretto e quelli fuori ruolo, oltre che i magistrati onorari.